# Manuguru
Manuguru è una suddivisione dell'India, classificata come census town, di 32.539 abitanti, situata nel distretto di Khammam, nello stato federato del Telangana. In base al numero di abitanti la città rientra nella classe III (da 20.000 a 49.999 persone).

## Società

### Evoluzione demografica
Al censimento del 2001 la popolazione di Manuguru assommava a 32.539 persone, delle quali 16.675 maschi e 15.864 femmine. I bambini di età inferiore o uguale ai sei anni assommavano a 3.714, dei quali 1.812 maschi e 1.902 femmine. Infine, coloro che erano in grado di saper almeno leggere e scrivere erano 20.234, dei quali 11.978 maschi e 8.256 femmine.